# اسمدلی باتلر

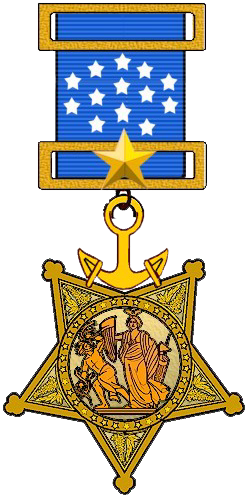
A gold star shaped military medal hanging from a blue ribbon with white five-pointed stars

اسمدلی باتلر (انگلیسی: Smedley Butler؛ ۳۰ ژوئیهٔ ۱۸۸۱ – ۲۱ ژوئن ۱۹۴۰) سرلشکر نیروی تفنگداران دریایی ایالات متحده آمریکا، بالاترین ردهٔ نظامی اعطا شده در آن زمان، و در زمان مرگش پرافتخارترین تفنگدار دریایی در تاریخ آمریکا بود. او در ۳۴ سال فعالیتش به عنوان تفنگدار دریایی، در عملیات‌های نظامی در فیلیپین، چین، در آمریکای مرکزی و کاراییب در جریان جنگ‌های موز، و فرانسه در جنگ جهانی اول شرکت کرده بود. باتلر به این دلیل که بعدها منتقد صریح الهجهٔ جنگ‌های آمریکا و تبعاتشان شد و نیز به دلیل افشاگری نقشهٔ تجارتی، طرحی به منظور براندازی دولت آمریکا، شناخته می‌شود.
وی همچنین برنده جوایزی همچون نشان افتخار (آمریکا) شده است.